# John Langdon-Davies
John Langdon-Davies (Eshowe, Zululàndia (Sud-àfrica), 18 de març de 1897 – Shoreham, Kent (Anglaterra), 5 de desembre de 1971) fou periodista, corresponsal de guerra, escriptor i promotor cultural català. Va ser un dels primers corresponsals, que escrivia com a testimoni directe dels fets que veia i defensor d'aquest mètode front als que escrivien sobre altres països des de Londres.
A banda de la seva feina periodística, Langdon-Davies va viure molts anys retirat del gran món a Sant Feliu de Guíxols, fet que no va impedir que participés en centenars de conferències i que escrivís més d'una quarantena de llibres, molts d'ells plens d'amor i comprensió sobre Catalunya i la seva gent. Entre la seva obra com a difusor de la cultura i vida catalana, sent-ne testimoni directe, destaca la trilogia formada per Dancing catalans 1929, Darrere les barricades (1936), que parla majoritàriament de Catalunya, però també de Madrid, Toledo i altres indrets, i Gatherings from Catalonia (1953). Va ser amic personal de Josep Pla, Marià Manent, Ventura Gassol i Carles Riba, entre altres intel·lectuals catalans.
Durant la guerra civil va realitzar una importantíssima activitat humanitària, amb plans d'ajut per a escriptors catalans i per a nens orfes refugiats, amb un programa d'apadrinament internacional. També va denunciar els bombardeigs indiscriminats contra la població civil, aportant cròniques i, com a proves, testimonis i fotografies, per exemple a Barcelona. L'any 1936 va escriure a correcuita un llibre al qual incloïa bona part de notes i documents presos sobre el terrenys i una breu entrevista a Lluís Companys, al que admirava. Aquest llibre, Darrere les barricades, és considerat el document més important des del punt de vista històric per als periodistes més prestigiosos, inclòs Paul Preston, qui va escriure el pròleg de l'edició catalana.

## Biografia
Va néixer a Zululàndia perquè el seu pare, el reverend Guy Langdon-Davies, missioner i pedagog, hi havia fundat la primera escola pública. Va estudiar a Tonbridge i Oxford (Anglaterra). Durant la Primera Guerra Mundial va perdre la beca universitària i va estar una temporada empresonat per haver-se declarat objector de consciència quan el 1917 va ser cridat a files.
El 1921, s'escapa de la civilització de les màquines -com ell mateix diu- i fa la seva primera visita a Catalunya instal·lant-se a Ripoll amb la seva primera dona i els seus dos fills. Allà hi coneix Marià Manent, Tomàs Garcés i altres intel·lectuals nacionalistes degut sobretot a A Man on Mountain, un seu llibre de poesies que va editar a Ripoll. Va assistir a la primera reunió d'Acció Catalana, sota la presidència de Ventura Gassol. El 1922 va viatjar per Estats Units, va escriure per al diari britànic Daily News i va publicar dos articles a La Publicidad. El 1923 va cobrir la situació política a Catalunya i el cop de Primo de Rivera per al Daily News.
De 1926 a 1929 va viure a Sant Feliu de Guíxols. El 1936 va ser enviat especial del diari britànic News Chronicle a la Guerra Civil espanyola. A banda la seva feina periodística, va fer campanya en contra de la política de no-intervenció a favor de la República per part de la Gran Bretanya i va començar una important activitat humanitària, amb plans d'ajut per a nens refugiats i escriptors catalans.
El 1953 va obrir una fonda a la Casa Rovira a Sant Feliu de Guíxols. Un dels objectius de l'establiment era el d'iniciar als clients (essencialment anglesos) en la realitat de la cultura catalana.

## Dancing catalans
Josep Pla, amic personal de John Langdon-Davies i amb qui va mantenir correpondència regularment des que es van conèixer, va escriure que el millor llibre sobre la sardana és en anglès. Es referia a Dancing catalans, un assaig sobre els catalans que Langdon-Davies va escriure pensant que així ajudaria a fer conèixer Catalunya als anglesos que visitessin l'Exposició Internacional de Barcelona de l'any 1929. L'any 1978, el seu fill Andrew va escriure'n la seva traducció al català sota el nom de Mites i felicitat dels catalans.
Els cinc primers capítols descriuen el país i la seva gent; tot seguit, hi ha un capítol que parla de la sardana com a dansa; en el següent, reflexiona sobre la dona catalana; i en el darrer fa el mateix sobre l'ambient que envolta la sardana. En la versió anglesa, fins i tot, hi havia un apèndix en el qual s'explicava la forma correcta de "comptar i repartir" les sardanes.
Gran ballador de sardanes, sovintejava tots els actes organitzats pels Amics de la Sardana de Sant Feliu de Guíxols; fins i tot el prestigiós compositor Agustí Borgunyó i Garriga li dedicà la sardana Jovial. La seva segona dona, Betty, que era actriu i ballarina professional, va aconsellar en John en alguns aspectes tècnics i va crear una coreografia antifeixista basada en La Santa Espina. En aquesta, un pagès crucificat té una aparició que li dona una falç amb la que destruirà els seus tres enemics: el feixisme, el militarisme i la superstició.

Segons relata Jordi Finestres a la pàgina 167 del llibre El Xalet de Puigcerdà, 
| « | "l'any 1948 després de divorciar-se de Betty Barr, es va casar amb Patricia Kipping, amb la qual va traslladar-se a viure a Catalunya dos anys més tard, primer a Premià de Dalt, i el 1952, a Sant Feliu de Guíxols, on van regentar un petit hotel, Casa Rovira, un punt de referència per al turisme anglés que visitava Catalunya. El John i la Patricia Langdon-Davies van tenir quatre fills, tres nois i una noia". | » |

A la pàgina 168 del llibre la Patricia, que en el moment d'escriure el llibre és viva i resideix a Sant Feliu explica que 
| « | "Em va convidar a sopar quan de cop i volta va posar el disc en una gramola... i va sonar una sardana! Era la primera vegada a la meva vida que sentia aquella música! Em va explicar que allò que sentia era una sardana, la dansa tradicional de Catalunya, país on havia viscut uns quants anys. Em va agafar les mans i em va ensenyar com es ballava. Va ser meravellós. Aleshores, em va demanar d'anar a viure en aquella terra, Catalunya. El John admirava la cultura catalana i recordo que em va explicar que la sardana era fascinant perquè quan els homes i les dones s'ajunten donant-se les mans sol ser per fer coses bones". | » |

La Principal de la Bisbal li va dedicar l'edició del 5è volum de Personalitats, la col·lecció discogràfica que reuneix totes les figures de l'art i la ciència, la política i el pensament, que s'han interessat per la sardana i la cobla. La sardana estrena del disc porta el nom Un guixolenc més i és obra del compositor figuerenc, Jaume Cristau.

## Obra

### Llibres
- The Dream Splendid (1917)
- Militarism in Education (1919)
- Man on Mountain (1922)
- The New Age of Faith (1925)
- A Short History of Women (1927)
- Dancing Catalans (1929)
- The Future of Nakedness (1930)
- Man and his Universe (1930)
- Science and Common Sense (1931)
- Inside the atom (1933)
- Radio. The Story of the Capture and Use of Radio Waves (1935)
- Then a Soldier (1934)
- A Short History of the Future (1936)
- Darrere les Barricades (1936)
- The Spanish Church and Politics (1937)
- The Case for the Government (1938)
- Air Raid (1938)
- Parachutes over Britain (1940)
- Fifth Column (1940)
- Finland. The First Total War (1940)
- Nerves versus Nazis (1940)
- Invasion in the Snow (1941)
- The Home Guard Training Manual (1940)
- Home Guard Warfare (1941)
- The Home Guard Fieldcraft Manual (1942)
- A Trifling Reminiscence from less troubled Times (1941)
- How to Stalk. A Practical Manual for Home Guards (1941)
- American Close-Up (1943)
- Life Blood (1945)
- British Achievement in the Art of Healing (1946)
- Conquer Fear (1948)
- Russia Puts the Clock Back (1949)
- NPL: Jubilee Book of the National Physical Laboratory (1951)
- Westminster Hospital (1952)
- Gatherings from Catalonia (1953)
- Sex, Sin and Sanctity (1954)
- The Ethics of Atomic Research (1954)
- The Unknown, Is It Nearer? (With E.J. Dingwall) (1956)
- Seeds of Life (1957)
- Man, The Known and the Unknown (1960)
- The cato Street Conspiracy (as John Stanhope) (1962)
- Carlos, the Bewitched (as John Nada) (1962)
- The Facts of Sex (1969)
- Spain (1971)

### Articles
- "The truth about Madrid", News Chronicle (1936)
- "Bombs over Barcelona", The Listener nº 496 (1938)

### "Jackdaws"
A principis dels 60, John Langdon-Davies va crear la sèrie "Jackdaw", relats d'ajuda per aprendre història, publicat per Jonathan Cape. Títols que s'incloïen:
- The Battle of Trafalgar
- The Plague and Fire of London
- Magna Carta
- The Gunpowder Plot
- The Slave Trade and its Abolition